# João Francisco Salm

Wappen von João Francisco Salm als Bischof von Tubarão

João Francisco Salm (* 11. Oktober 1952 in São Pedro de Alcântara, Santa Catarina) ist ein brasilianischer Geistlicher und römisch-katholischer Bischof von Novo Hamburgo.

## Leben
João Francisco Salm besuchte die Grundschule in São Pedro de Alcântara und später das Kleine Seminar Nossa Senhora de Lourdes in Brusque. Von 1973 bis 1975 studierte er Philosophie bei der Fundação Educacional de Brusque (FEBE) und von 1976 bis 1979 Katholische Theologie am Instituto Teológico de Santa Catarina (ITESC) in Florianópolis. Ferner absolvierte er am Fortbildungsinstitut des Erzbistums São Paulo einen Kurs für Ausbilder an Priesterseminaren. Salm wurde am 13. Mai 1979 in Camboriú zum Diakon geweiht und empfing am 30. Juni desselben Jahres im Santuário de Azambuja in Brusque durch den Erzbischof von Florianópolis, Alfonso Niehues, das Sakrament der Priesterweihe.
Salm wirkte zunächst als Ausbilder (1979–1983) und später als Rektor des Santuário de Azambuja und des Kleinen Seminars Nossa Senhora de Lourdes in Brusque sowie als Pfarradministrator der Pfarrei Santa Catarina (1984–1991). Von 1992 bis 2008 war João Francisco Salm Regens des Priesterseminars des Erzbistums Florianópolis und Verantwortlicher für die Berufungspastoral. Daneben war er von 1992 bis 1996 als Richter am regionalen Kirchengericht der Kirchenprovinz Florianópolis und von 2006 bis 2008 als Koordinator für die Pastoral tätig. 2009 wurde er Pfarrer der Pfarrei Santa Teresinha in Brusque. Von März bis November 2011 leitete João Francisco Salm während der Zeit der Sedisvakanz das Erzbistum Florianópolis als Diözesanadministrator. Danach wirkte er als Diözesanökonom. Ferner gehörte er dem Priesterrat des Erzbistums Florianópolis an.
Papst Benedikt XVI. ernannte ihn am 26. September 2012 zum Bischof von Tubarão. Der Erzbischof von Florianópolis, Wilson Tadeu Jönck SCI, spendete ihn am 24. November desselben Jahres in der Kathedrale Nossa Senhora da Piedade in Tubarão die Bischofsweihe; Mitkonsekratoren waren Vito Schlickmann, emeritierter Weihbischof in Florianópolis, und Augustinho Petry, Bischof von Rio do Sul. Sein Wahlspruch Ite in vineam („Geht auf den Weinberg“) stammt aus Mt 20,7 . Während der Sedisvakanz vom 15. Januar bis zum 25. Juni 2015 war João Francisco Salm zudem Apostolischer Administrator von Blumenau. In der Brasilianischen Bischofskonferenz ist er seit Mai 2019 Vorsitzender der Kommission für die geweihten Amtsträger und das Geweihte Leben, nachdem er zuvor von 2016 bis 2019 Präsident der Region Sul 4 gewesen war.
Am 19. Januar 2022 ernannte ihn Papst Franziskus zum Bischof von Novo Hamburgo. Die Amtseinführung erfolgte am 27. März desselben Jahres.